# The Mill by the Zuyder Zee
The Mills of the Gods è un cortometraggio muto del 1915 diretto da Jay Hunt e prodotto da Thomas H. Ince.

## Trama
Un messaggero, giunto al villaggio olandese di Schermer, porta la notizia che gli spagnoli, arrivati alle porte del paese, si accingono ad attaccarlo. Radunato in tutta fretta il consiglio degli anziani, questi e il borgomastro giungono subito alla conclusione che la città non è in condizione di resistere a un assedio e viene concordata la resa. Gli ufficiali spagnoli si incontrano con i maggiorenti locali: al capitano Rondez viene assegnata come residenza la casa di Dirk Myneer. Lo spagnolo, colpito dalla bellezza di Elsie, la moglie di Dick, cerca di sedurla, sicuro del suo fascino, provocando invece il disgusto da parte di lei. Intanto, una spia fa sapere che sono in arrivo le truppe del maggiore Van Voort. Per fuorviare gli spagnoli e distrarli, Dirk organizza a casa sua una festa durante la quale Rondez si mette d'impegno per condurre in porto la conquista di Elsie mentre i rinforzi olandesi insieme a un gruppo armato di abitanti di Schermer attacca con successo gli occupanti. Rendendosi conto che la battaglia è perduta, Rondez ritorna di corsa a casa dei Myneer. Elsie, per sfuggirgli, si rifugia in un vecchio mulino, salendo la scala fino alla piattaforma esterna. Lottando con la donna, Rondez - che l'ha inseguita fin lì - perde l'equilibrio, il parapetto cede e lui cade nell'acqua sottostante dove due olandesi lo finiscono.

## Produzione
Il film fu prodotto dalla Domino Film Company.

## Distribuzione
Distribuito dalla Mutual, il film - un cortometraggio in due bobine - uscì nelle sale statunitensi il 18 marzo 1915.